# Liste der Monuments historiques in Gratens
Die Liste der Monuments historiques in Gratens führt die Monuments historiques in der französischen Gemeinde Gratens auf.

## Liste der Bauwerke
| Bezeichnung               | Beschreibung              | Standort | Kennzeichnung | Schutzstatus | Datum | Bild |
| ------------------------- | ------------------------- | -------- | ------------- | ------------ | ----- | ---- |
| Kreuz                     | Erbaut im 18. Jahrhundert | (Lage)   | PA00094347    | Inscrit      | 1953  |      |
| Chor der Kirche St-Michel | Erbaut im 15. Jahrhundert | (Lage)   | PA00094348    | Inscrit      | 1926  |      |

## Liste der Objekte
- Monuments historiques (Objekte) in Gratens in der Base Palissy des französischen Kultusministeriums